# Fórum Coimbra
Fórum Coimbra é um centro comercial de grandes dimensões, situado no planalto Santa Clara, na margem esquerda do rio Mondego que atravessa a cidade de Coimbra, em Portugal.
O centro comercial Forum Coimbra teve a sua construção iniciada em maio de 2004 e foi inaugurado a 26 de abril de 2006. Tem 48.000 m2 de área bruta locável e está dividido em três pisos comerciais, sendo composto por 147 lojas, das quais 28 da área de restauração, onde se inicialmente incluía um hipermercado Carrefour mas quando a marca foi vendida e comprada pelo Continente, em 2008, o hipermercado Continente passou a ocupar o espaço. Inclui ainda uma loja Fnac, seis salas de cinema Cinemas NOS e 2579 lugares de estacionamento. Dispõe ainda de um Crazy Bowling, um espaço destinado para jogar Bowling. É o maior centro comercial da cidade de Coimbra e da região Centro, sendo o centro comercial Alma Shopping o segundo maior (de Coimbra). Tem como proprietários a CBRE Global Investors e a Continente Hipermercados, SA. 

## Arquitetura
A sua arquitetura foi desenvolvida pela BroadwayMalyan e obteve alguns prémios internacionais como:
- ICSC Merit Award at the ICSC International Design & Development Awards 2008
- Mall of the Year at the Retail City Awards 2008
- Best Shopping Centre at MAPIC Awards 2007
- Best New Large Shopping Centre at the ICSC Awards 2007